# Eugeniusz Chilarski
Eugeniusz Chilarski (ur. 13 marca 1888 w Przemyślu, zm. 1943) – pułkownik dyplomowany piechoty Wojska Polskiego, kawaler Orderu Virtuti Militari.

## Życiorys
Urodził się 13 marca 1888 w Przemyślu, w rodzinie Antoniego i Julii z Braunów. Uczęszczał do gimnazjum w Stanisławowie i C. K. IV Gimnazjum we Lwowie. Ukończył korpus kadetów we Lwowie. Był oficerem c. i k. armii.
Po odzyskaniu przez Polskę niepodległości został przyjęty do Wojska Polskiego. Był adiutantem Polskiej Wojskowej Komisji Likwidacyjnej w Wiedniu. W stopniu kapitana przydzielony do Sztabu Generalnego Wojska Polskiego, w którym na przełomie 1918/1919 kierował Sekcją Organizacyjną w Oddziale VI Informacyjnego (wywiad i kontrwywiad wojskowy), od lutego 1919 był szefem Sekcji Spraw Organizacyjnych, zaś po kolejnej reorganizacji SG od sierpnia w stopniu majora kierował Wydziałem Mobilizacyjnym w Oddziale I Organizacyjno–Mobilizacyjnym. Ukończył II Kurs Doszkolenia od 3 listopada 1922 roku do 15 października 1923 w Wyższej Szkole Wojennej. Uzyskał tytuł oficera dyplomowanego. Został awansowany do stopnia podpułkownika piechoty ze starszeństwem z dniem 1 czerwca 1919, a następnie do stopnia pułkownika piechoty ze starszeństwem z dniem 15 sierpnia 1924. W 1923, 1924 jako oficer rezerwowy 10 pułku piechoty pełnił funkcję zastępca szefa Departamentu X Przemysłu Wojennego Ministerstwa Spraw Wojskowych. W lipcu 1927 został przeniesiony do 11 pułku piechoty w Tarnowskich Górach na stanowisko dowódcy pułku. Z dniem 22 lipca 1928 został przeniesiony do kadry oficerów piechoty z równoczesnym przeniesieniem służbowym na stanowisko pomocnika dowódcy Okręgu Korpusu nr IV w Łodzi do spraw uzupełnień. Jako delegat dowódcy OK nr IV był jednym z inicjatorów powstania przed 1930 Łódzkiego Klubu Lotniczego. Od 21 grudnia 1929 do 1934 był prezesem klubu sportowego ŁKS Łódź. Z dniem 31 sierpnia 1935 został przeniesiony w stan spoczynku. Jako emerytowany oficer był kierownikiem ekonomicznym Huty „Pokój”.
Od 25 lipca 1915 był mężem Jadwigi Linde.
Zmarł w 1943.

## Ordery i odznaczenia
- Krzyż Srebrny Orderu Wojskowego Virtuti Militari nr 6258 (17 maja 1922)[22]
- Krzyż Oficerski Orderu Odrodzenia Polski (2 maja 1923)[23][24][25]
- Złoty Krzyż Zasługi (18 marca 1932)[26]
- Medal Niepodległości[2]
- Medal Pamiątkowy za Wojnę 1918–1921[2]
- Medal Dziesięciolecia Odzyskanej Niepodległości[2]
- Złota Odznaka Honorowa LOPP I stopnia[27]
- Krzyż Komandorski Orderu Korony Rumunii (Rumunia, 1930)[28]
- Krzyż Oficerski Orderu św. Sawy (Jugosławia)[2]